# Seelbeek

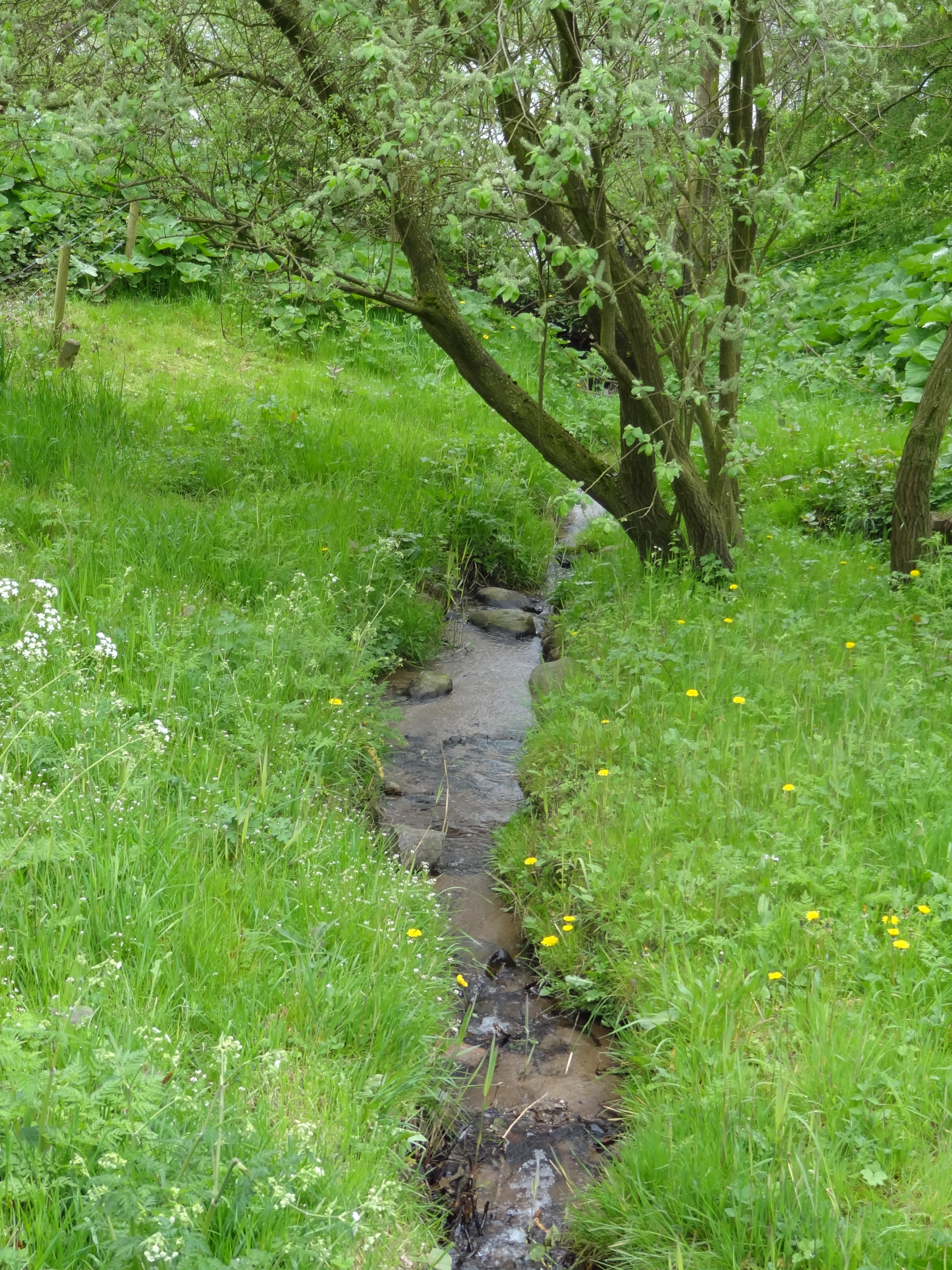
Nabij de monding van de Seelbeek in de Rijn, ten oosten van Heveadorp.

De Seelbeek is een beek in Nederland. De Seelbeek loopt vanaf verschillende sprengkoppen nabij de katholieke kerk van Doorwerth, langs Heveadorp naar de Rijn. De beek heeft over een lengte van een kilometer een verval van 30 meter.

## Ontstaan
Het Seelbeekdal is waarschijnlijk al ontstaan aan het eind van de voorlaatste ijstijd, het Saalien (238.000 tot 126.000 jaar geleden), toen de gletsjer die over de Betuwe lag verdween en het ijs op de stuwwal smolt. De ten oosten van de Seelbeek gelegen Valkeniersbossen bevatten nog een tweetal andere dalen waardoor het water in een ver verleden in de Seelbeek gelopen moet zijn. De bron van de Seelbeek, met een aantal sprengen, is gelegen in een drassig gebied dat vanwege de bomen Elzenpasje heet. Reeds op een kaart van Thomas Witteroos uit 1570 wordt die plek aangeduid als ‘die hegge in Seelbeecker Elst’.

## Historie
Bij het graven van vijvers aan de bron van de Seelbeek werden in 1907 restanten gevonden van een hoeve met toren, ophaalbrug en gracht. Dit betreft de restanten van een van twee hoeves die in de middeleeuwen langs de Seelbeek stonden.
Na het einde van de 19e eeuw werd de beek gebruikt voor eerst de Modelboerderij Huis ter Aa en na 1915 voor de Hevearubberfabriek. Er bevindt zich nog een oude filterkelder. Deze is aangelegd om het toch al zuivere water van de beek nog verder te zuiveren voor gebruik in de modelboerderij en werd later gebruikt door de rubberfabriek.
Bij de aanleg van de fabriek is de loop van de beek verlegd en er kwam een brandvijver. Onderaan liep de beek onder het ketelhuis van de fabriek door en het water stroomde zwaar vervuild in de Nederrijn.
De omgeving van de beek heeft zwaar te lijden gehad tijdens de Slag om Arnhem in september 1944. Een groot deel van het puin van het verwoeste Heveadorp is vervolgens in de beek gestort, zodat de beek zich over een lengte van 50 meter door het puin een weg moest zoeken.

## Herstel beekloop
Na de verplaatsing van de Heveafabriek naar Renkum in de jaren zeventig vond nieuwbouw plaats en werd gepoogd de oude vorm van het dal terug te brengen. Halverwege de jaren negentig werd het beekdal verder opgeknapt. De afwatering van de Seelbeekweg werd daarbij gescheiden van die van de beekloop om vervuiling van de beek te voorkomen.